# Jane Colden
Jane Colden (Nova York, 27 de março de 1724 – 10 de março de 1766) foi uma botânica norte-americana, tida como uma das primeiras mulheres botânicas dos Estados Unidos. Se correspondia com frequência com o botânico e naturalista John Ellis e aplicava o sistema de Lineu na identificação de plantas da flora dos Estados Unidos.:53–4 Foi reconhecida e celebrada por vários naturalistas de sua época, como Carl Linnaeus. Seu artigo mais famoso, embora sem seus créditos, é sobre a descrição minuciosa da flora da região da cidade de Nova York, com desenhos a mão de mais de 340 diferentes espécimes.

## Vida pessoal

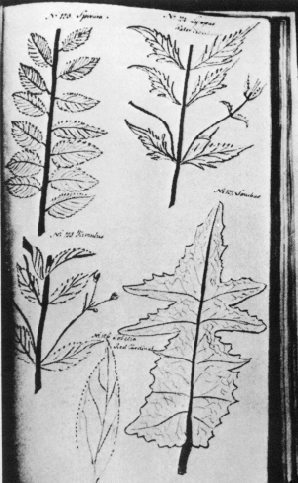
Esquemas de Jane Colden do livro Plantas do Estado de Nova York.

Jane nasceu na cidade de Nova York, quinta filha de Alice Christy Colden, professora e Cadwallader Colden, médico formado pela Universidade de Edimburgo e envolvido na administração pública da cidade. Recebeu educação em casa e seu pai lhe deu treinamento botânico, utilizando-se da classificação desenvolvida por Carl Linnaeus.
Entre 1753 e 1758, Jane catalogou a flora de Nova York, compilando espécimes e informações de mais de 300 espécies de plantas do baixo vale do Rio Hudson, classificando-as segundo o sistema de Lineu. Ela desenvolveu uma técnica de fazer impressões das folhas, além de ser uma ótima ilustradora também, fazendo esquemas e desenhos de todos os espécimes coletados. Em alguns, ela inseriu usos medicinais das plantas estudadas.
Jane participava ativamente da comunidade de naturalistas, trocando sementes e plantas com outros colecionadores, de colônias nas Américas e na Europa. Foi esse intercâmbio que estimulou Jane a se formar em Botânica.
Jane casou-se com o viúvo Dr. William Farquhar, em 12 de março de 1759. Ela faleceu ao dar à luz, sete anos depois do casamento, aos 41 anos. O bebê também morreu. Jane parou com seus estudos botânicos depois do casamento.

## Legado
Os americanos só tomaram conhecimento do manuscrito de Colden 75 anos depois, quando Almira Hart Lincoln Phelps afirmou que outra botânica antes dela foi a primeira-dama norte-americana a ilustrar a ciência da botânica.